# Lista de museus israelenses

## Museus de artes
| Nome ("português")                       | Nome ("inglês")                         | Nome ("hebraico")             | Localização             | Data de inauguração | Tema | Número de visitantes anuais |
| ---------------------------------------- | --------------------------------------- | ----------------------------- | ----------------------- | ------------------- | --- | --------------------------- |
| U. Nahon Museum de arte judaica italiana | U. Nahon Museum of Italian Jewish Art   | נהון מוזיאון יהדות איטליה     | Jerusalém               | 1981                | Arte italiana, sinagoga italiana |                             |
| Galeria Farkash                          | Farkash Gallery collection              | פרקש גלריה                    | Jafa                    | 1948                | Posters |                             |
| Ticho House                              | Ticho House                             | בית טיכו                      | Jerusalém               | 1924                | Pintura de Anna Ticho, Judaica |                             |
| L. A. Mayer - Instituto de Arte Islâmica | L. A. Mayer Institute for Islamic Art   | המוזיאון לאמנות האסלאם        | Jerusalém, (Katamon)    | 1974                | Arte islâmica, relógios antigos |                             |
| Museu de arte de Tel Aviv                | Tel Aviv Museum of Art                  | מוזיאון תל אביב לאמנות        | Tel Aviv                | 1932                | A arte moderna israelense e internacional | 750,000 (2012)              |
| Museu Nachum Gutman                      | Nachum Gutman Museum                    | נחום גוטמן                    | Tel Aviv, (Neve Tzedek) | 1988                | Obras de Nahum Gutman |                             |
| Museu de arte de Haifa                   | Haifa Museum of Аrt                     | מוזיאון חיפה לאמנות           | Haifa                   | 1951                | Arte Contemporânea em Israel |                             |
| Museu de arte japonesa Tikotin           | Tikotin Museum of Japanese Art          | מוזיאון טיקוטין לאמנות יפנית  | Haifa                   | 1959                | Arte japonesa |                             |
| Museu Mané Katz                          | Mane-Katz Museum                        | מוזיאון מאנה-כץ               | Haifa                   | 1953                | Arte |                             |
| Museu de arte Negev                      | Negev Museum of Art                     | מוזיאון הנגב לאמנות           | Bersebá                 | 1987                | Arte |                             |
| Museu de arte de Riade                   | Ashdod Museum of Art                    | מוזיאון אשדוד לאמנות          | Riade                   | 2003                | Arte |                             |
| Museu de arte Ein Harod                  | Ein Harod Museum of Art                 | עין חרוד מאוחד                | Ein Harod               | 1930                | Belas artes aplicadas |                             |
| Museu Janco Dada                         | Janco Dada Museum                       | מוזיאון ינקו דאדא             | Ein Hod                 | 1983                | Artes finas e aplicadas contemporâneas israelenses                                                                                           |                             |
| Museu de arte judaica                    | Museum of Jewish Art                    | המוזיאון לאמנות יהודית        | Ramat Gan               | 1987                | Judaica, artes e ofícios judaicas |                             |
| Museu de arte russa                      | Museum of Russian Art                   | מוזיאון לאמנות הרוסיה         | Ramat Gan               | 1959                | Pintura russa do final do XIX - início do século XX é representada pelas obras de V. Serov, L. Bakst, Benois, Goncharova, M. Voloshin et al. |                             |
| Museu de arte oriental Yehiel Nahari     | Yehiel Nahari Museum of Far Eastern Art | מוזיאון לאמנות מזרח הרחוק     | Ramat Gan               | 1989                | Artes e Ofícios dos povos do leste da Ásia (principalmente China e Japão) do século XIII até os dias atuais                                  |                             |
| Museu Arad                               | Arad Visitor Center (Arad Museum)       | (ערד מרכז מבקרים (מוזיאון ערד | Arad                    | 1989                | Arte |                             |
| Museu Ralli                              | Ralli Museum                            | מוזיאון ראלי                  | Cesareia                | 1993                | Coleção particular de obras de artistas de todo o mundo (incluindo a obra de Salvador Dali).                                                 |                             |
| Museu de Design Holon                    | Design Museum Holon                     | מוזיאון העיצוב חולון          | Holon                   | 2010                | O trabalho de projeto em diferentes áreas da atividade humana                                                                                |                             |
| Museu Frenkel Frenel                     | The Frenkel Frenel Museum               | מוזיאון פרנקל פרנל            | Tzfat                   | 1972                | Trabalho de Yitzhak Frenkel |                             |

## Museus de ciência natural
| Nome ("português")                       | Nome ("inglês")             | Nome ("hebraico")                      | Localização | Data de inauguração | Tema                                                | Número de visitantes anuais |
| ---------------------------------------- | --------------------------- | -------------------------------------- | ----------- | ------------------- | --------------------------------------------------- | --------------------------- |
| Museu da Natureza de Jerusalém           | Jerusalem's Nature Museum   | מוזיאון הטבע                           | Jerusalém   | 1962                | exposição no campo da biologia, ecologia e anatomia |                             |
| Jardim Botânico da Universidade Hebraica | Jerusalem Botanical Gardens | הגנים הבוטניים האוניברסיטאיים בירושלים | Jerusalém   | 1985                | flora de diferentes regiões do mundo                |                             |
| Zoológico bíblico de Jerusalém           | Jerusalem Biblical Zoo      | גן החיות התנ"כי                        | Jerusalém   | setembro de 1940    | jardim zoológico                                    |                             |

## Museus literários
| Nome ("português") | Nome ("inglês") | Nome ("hebraico") | Localização          | Data de inauguração | Tema                                                      | Número de visitantes anuais |
| ------------------ | --------------- | ----------------- | -------------------- | ------------------- | --------------------------------------------------------- | --------------------------- |
| Beit Agnon         | Beit Agnon      | בית עגנון         | Jerusalém, (Talpiot) | 1970                | Coleção biográfica, pertences pessoais Shmuel Yosef Agnon |                             |
| Bialik House       | Bialik House    | בית ביאליק        | Tel Aviv             | 1937                |                                                           |                             |

## Museus de teatro e música
| Nome ("português") | Nome ("inglês") | Nome ("hebraico") | Localização | Data de inauguração | Tema | Número de visitantes anuais |
| ------------------ | --------------- | ----------------- | ----------- | ------------------- | ---- | --------------------------- |

## Museu de educação física e desporto
| Nome ("português")                       | Nome ("inglês")                          | Nome ("hebraico")     | Localização | Data de inauguração | Tema                                                           | Número de visitantes anuais |
| ---------------------------------------- | ---------------------------------------- | --------------------- | ----------- | ------------------- | -------------------------------------------------------------- | --------------------------- |
| International Jewish Sports Hall of Fame | International Jewish Sports Hall of Fame | יד לאיש הספורט היהודי | Netanya     | 1981                | Materiais sobre os mais famosos atletas de ascendência judaica |                             |

## Museus etnográficos
| Nome ("português")                       | Nome ("inglês")                          | Nome ("hebraico")       | Localização               | Data de inauguração | Tema                                                                                      | Número de visitantes anuais |
| ---------------------------------------- | ---------------------------------------- | ----------------------- | ------------------------- | ------------------- | ----------------------------------------------------------------------------------------- | --------------------------- |
| Museu do patrimônio judeu babilônico     | Babylonian Jewry Heritage Museum         | המרכז למורשת יהדות בבל  | Or Yehuda                 | 2003                | vida dos judeus da Babilônia e do Iraque, a história de imigrantes provenientes do Iraque |                             |
| The Isaac Kaplan Old Yishuv Court Museum | The Isaac Kaplan Old Yishuv Court Museum | מוזיאון חצר היישוב הישן | Jerusalém (Cidade Antiga) | 1976                | vida da comunidade judaica na Palestina, a memória exposição Ari e Chaim ibn Attar        |                             |